# André Leduc (homme politique)
Pour les articles homonymes, voir Leduc et André Leduc.
André Leduc, né le 25 octobre 1919 et mort le 31 janvier 2001 à Grand-Mère, est un épicier grossiste, homme d'affaires et homme politique québécois.
Il est député à l'Assemblée législative du Québec de la circonscription de Laviolette de 1966 à 1970 sous la bannière de l'Union nationale.

## Biographie
Né 25 octobre 1919 à Grand-Mère, André Leduc est le fils de Dosithée Leduc, épicier grossiste, et de Joséphine Hudon-Beaulieu. Il effectue ses études au Collège Sacré-Cœur à Grand-Mère, puis au Collège Brébeuf à Montréal.
Il suit les traces de son père en devenant épicier grossiste. Il est président de l'Association des épiciers en gros du Québec en 1960 et 1961. Il occupe aussi le poste de vice-président de l'Alliance Trans-Kébec ltée et siège comme administrateur au Conseil d'expansion économique provincial ainsi qu'à la Caisse d'entraide économique de Grand-Mère.
En 1943, il fonde et préside le Club Richelieu de Grand-Mère. Il joue également un rôle actif au sein du Jeune Commerce, dont il est président de 1945 à 1947, puis secrétaire-trésorier en 1948 et 1949. En 1966, il est élu président de la Chambre de commerce de Grand-Mère. En reconnaissance de son implication, il est nommé président honoraire de la Société Saint-Jean-Baptiste en 1973. Il est membre des Chevaliers de Colomb.
Il est d'abord commissaire d'école à Grand-Mère de 1951 à 1958, puis président de la commission scolaire de 1958 à 1960.
Lors des élections de 1966, il est élu député unioniste à l'Assemblée législative du Québec de la circonscription de Laviolette. Il occupe le poste de whip adjoint de son parti de juin 1966 à avril 1970. Après un mandat, il ne se représente pas aux élections de 1970.
André Leduc meurt à Grand-Mère le 31 janvier 2001, à l'âge de 81 ans.